# Alfredectes browni
Alfredectes browni är en insektsart som beskrevs av Rentz, D.C.F. 1988. Alfredectes browni ingår i släktet Alfredectes och familjen vårtbitare. Inga underarter finns listade i Catalogue of Life.